# Ultra Low Tide International Marathon
De Ultra Low Tide International Marathon, kortweg de Scheveningen-Zandvoort Marathon, was een jaarlijkse marathon in de maand maart die werd gelopen tussen Scheveningen en Zandvoort. Hij werd bij laag water gelopen. De starttijden werden hierop aangepast.
De eerste editie was in 2008 en de elfde en laatste was in 2018. Het record staat op naam van Ramon van der Wilde, die in 2011 de marathon in 2:51.08 liep.
De marathon sponsorde Terre des Hommes, een goed doel dat zich bezighoudt met kinderrechten.